# پریشوو

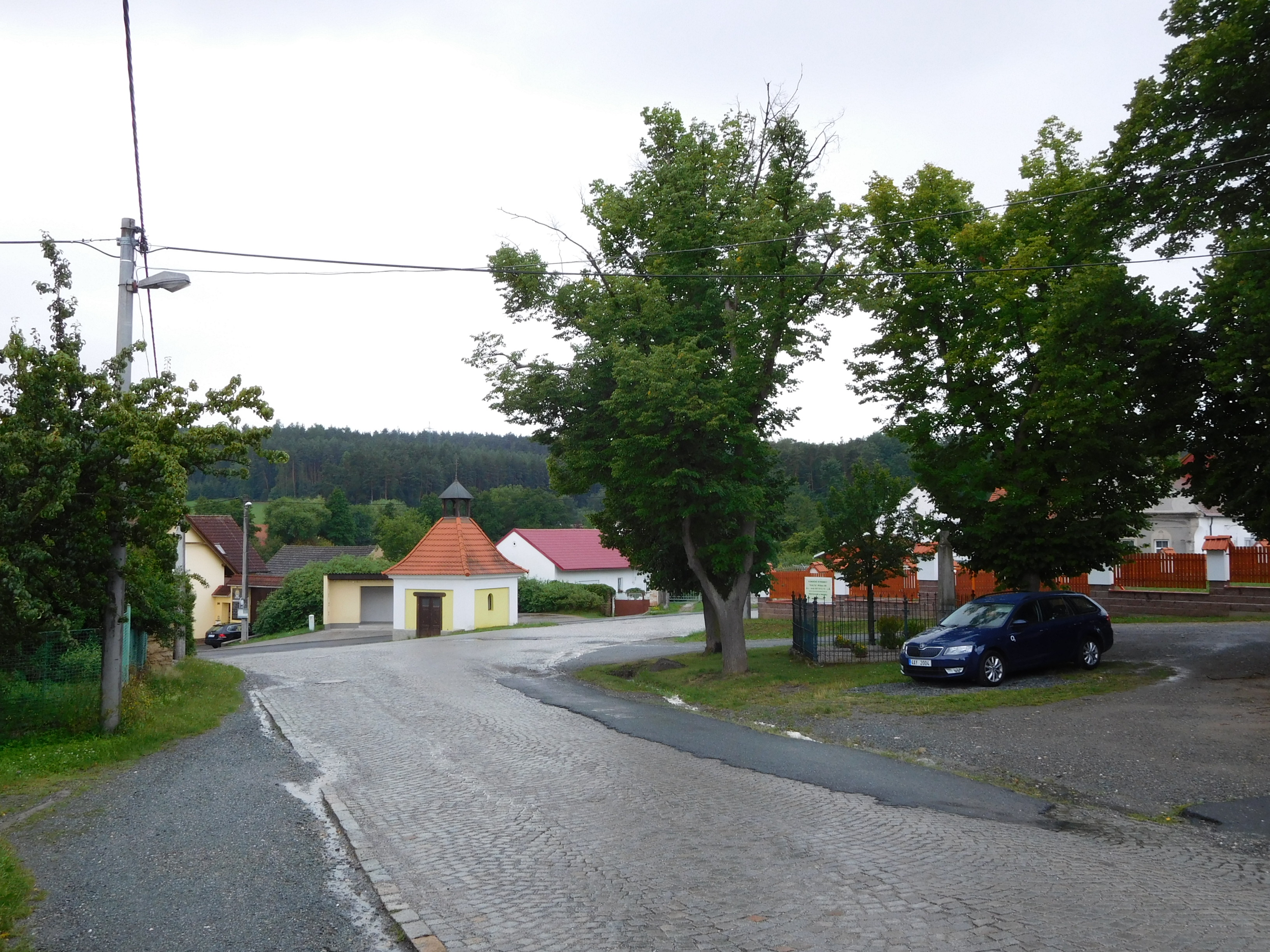
پریشوو جمهوری چک

پریشوو (به چکی: Příšov) یک منطقهٔ مسکونی در جمهوری چک است که در ناحیه پلزن-شمالی واقع شده‌است. پریشوو ۲٫۹۳ کیلومتر مربع مساحت و ۲۵۱ نفر جمعیت دارد و ۳۸۱ متر بالاتر از سطح دریا واقع شده‌است.